# 군포복합생활스포츠타운
군포복합생활스포츠타운(軍浦複合體育스포츠타운, Gunpo Sports Town)은 대한민국 경기도 군포시에 있는 스포츠 시설이다. 인조잔디 필드와 복합탄성고무 트랙이 갖춰진 다목적 경기장이 설치되어 있으며, 2014년에 준공되었다.

## 참고 문헌
- “군포복합생활스포츠타운”. 군포도시공사.
- 《전국 공공체육 시설 현황 (2017년말 기준)》. 대한민국 문화체육관광부. 2019.
- 《2019년 전국 공공체육시설 현황 (2018년말 기준)》. 대한민국 문화체육관광부. 2020.
- 《2023 전국 공공체육시설 현황 (2022년 12월말 기준)》. 대한민국 문화체육관광부. 2024.